# Nawaf Al Khaldi
Nawaf Khaled Al Khaldi (tiếng Ả Rập: نواف خالد الخالدي) (sinh ngày 15 tháng 5 năm 1981) là cầu thủ bóng đá người Kuwait đang chơi cho câu lạc bộ Al-Qadsia.
Al Khaldi cũng có trong danh sách của đội tuyển bóng đá quốc gia Kuwait, bao gồm 3 trận đấu tại vòng loại World Cup 2010.